# Chłoniak Burkitta

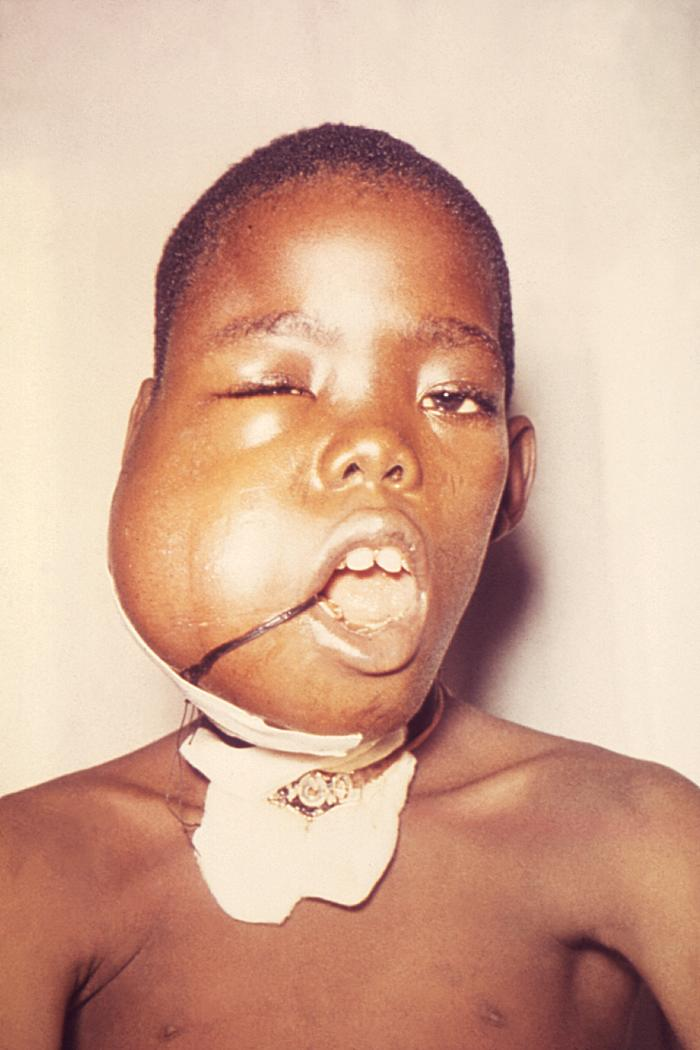
Nigeryjski chłopiec z chłoniakiem Burkitta

Chłoniak Burkitta (BL, z ang. Burkitt lymphoma) – nowotwór złośliwy należący do chłoniaków nieziarniczych (NHL), wywodzący się z komórek B centrum folikularnego węzła chłonnego. Translokacje z udziałem genu MYC są stałą cechą tych komórek. Do powierzchniowych markerów należą łańcuchy ciężkie immunoglobulin (Igµ) i antygeny pan-B (CD19, CD20, CD79a), a także CD10 i BCL6. Ekspresja łańcuchów lekkich jest ograniczona.
Chłoniak Burkitta występuje przede wszystkim u dzieci i młodzieży w Afryce Równikowej (typ endemiczny) i jest związany z zakażeniem wirusem Epsteina-Barr (chociaż dokładny patomechanizm nie jest znany). Zakażenie EBV może mieć również związek z przypadkami sporadycznego chłoniaka Burkitta, jednak związek jest mniejszy niż w przypadku typu endemicznego.
Wyróżnia się trzy typy chłoniaka Burkitta: sporadyczny, endemiczny i związany z niedoborem odporności. Sporadyczny i związany z niedoborem odporności może wystąpić wszędzie, a endemiczny występuje w Afryce. Rozwija się często w kościach szczęki (gł. w typie endemicznym), ale może dotyczyć też jelita, układu nerwowego, nerki, jajnika czy innych narządów.
Nowotwór został nazwany od Denisa Parsonsa Burkitta, brytyjskiego chirurga, który jako pierwszy opisał chorobę w 1956 w czasie jego pracy w Afryce.

## Leczenie
Efekt chemioterapii zależy od stadium, w którym zostanie postawione rozpoznanie chłoniaka Burkitta.
Leki stosowane w chemioterapii:
- cyklofosfamid
- doksorubicyna
- winkrystyna
- metotreksat
- cytarabina
- ifosfamid
- etopozyd
- rytuksymab